# Guerra Civil Portuguesa (1832-1834)
A Guerra Civil Portuguesa, também conhecida como Guerras Liberais, Guerra Miguelista ou Guerra dos Dois Irmãos, foi a guerra civil travada em Portugal entre os liberais constitucionalistas e os tradicionalistas sobre a sucessão real, que durou de 1832 a 1834. Em causa estava a sucessão ao trono português. As partes envolvidas foram o partido constitucionalista progressista liderado pela rainha D. Maria II de Portugal com o apoio de seu pai, D. Pedro IV, e o partido legitimista de D. Miguel. O Reino Unido, a França, a Espanha e a Igreja Católica participaram indiretamente no conflito.

## A sucessão de D. João VI
No dia 6 de março de 1826, D. João VI de Portugal, nomeou uma regência presidida por Infanta Isabel Maria de Bragança, que vigoraria, mesmo com a morte do rei, até que o legítimo herdeiro e sucessor da Coroa aparecesse. D. João VI morreu dia 10, quatro dias depois. A sua morte criou uma disputa sobre a sucessão. Aquando do reconhecimento da independência do Brasil (29 de agosto de 1825) o filho mais velho, Pedro, que nessa altura já era Imperador do Brasil, continuava na qualidade de Príncipe Real de Portugal e Algarves, pelo que implicitamente permanecera na linha de sucessão ao trono português como herdeiro imediato. Isabel Maria nomeou-o como sucessor. Em abril de 1826, D. Pedro aclamou-se Rei de Portugal como Pedro IV de Portugal, reviu a Constituição de 1822, e como a constituição brasileira de 1824 impedia que governasse ambos os países, abdicou do trono português a favor da filha D. Maria da Glória. Maria da Glória tinha então sete anos, e, numa combinação comum para a época, D. Pedro acordou com o tio dela e seu segundo irmão, D. Miguel que quando ela atingisse a idade necessária, casariam. Este casamento era uma solução de compromisso entre a sua fação e a do irmão. Essa fação (que rapidamente tomou o nome de "Miguelista", por contraponto à "Pedrista") considerava que o trono cabia ao segundo irmão, Miguel, porque, de acordo com as diretivas estabelecidas pelas Cortes de Lamego, (nesse tempo consideradas autênticas), D. Pedro havia sido deserdado na sequência dos eventos de 7 de Setembro de 1822 que levaram à independência do Brasil e o tinham tornado imperador desse país. Quanto a Miguel, após ter liderado duas insurreições — a Vilafrancada e a Abrilada — tinha sido deposto do cargo de generalíssimo do exército português e exilado pelo pai, D. João VI. Antes de regressar ao Brasil, Pedro nomeou Miguel regente. Ao mesmo tempo que Pedro regressou ao Brasil, Miguel regressou a Portugal do dito exílio. Maria Isabel foi regente de Portugal até 26 de fevereiro de 1828. Nessa altura, Miguel assumiu a regência em nome da sobrinha e noiva Maria da Glória.
Convocou Cortes de 1828. Em 23 de junho de 1828, as Cortes por ele convocadas consideraram-no legítimo sucessor e aclamaram-no como rei de Portugal. Invocando o direito monárquico português, nomeadamente as Leis Fundamentais do Reino, consubstanciadas no documento das já referidas Cortes de Lamego, as Cortes alegavam que D. Pedro não poderia transmitir o reino à filha porque já tinha sido cortado da sucessão no momento em que optara pelo Brasil; assim D. Pedro e os seus descendentes tinham perdido o direito à Coroa a partir do momento em que, por um lado, aquele príncipe se tornara soberano de um estado estrangeiro (Brasil) e, por outro, levantara armas contra Portugal.

## A nova constituição
Na Carta Constitucional portuguesa de 1826, D. Pedro tentou reconciliar absolutistas e liberais, permitindo que ambas as facções obtivessem postos no governo. Diferente da Constituição de 1822, este novo documento estabelecia quatro poderes governativos. O poder legislativo foi dividido em duas câmaras: uma câmara alta, a Câmara dos Pares, com membros escolhidos pelo rei entre as classes nobres ou clericais, e uma câmara baixa, a Câmara dos Deputados, composta por deputados eleitos por voto indireto em assembleias locais, para um mandato de 4 anos. As Assembleias locais eram eleitas por sufrágio limitado aos homens. O poder judicial era exercido pelos tribunais e o poder executivo por ministros do governo. O rei teria um poder moderador, com direito de veto sobre qualquer lei.

## Descontentamento

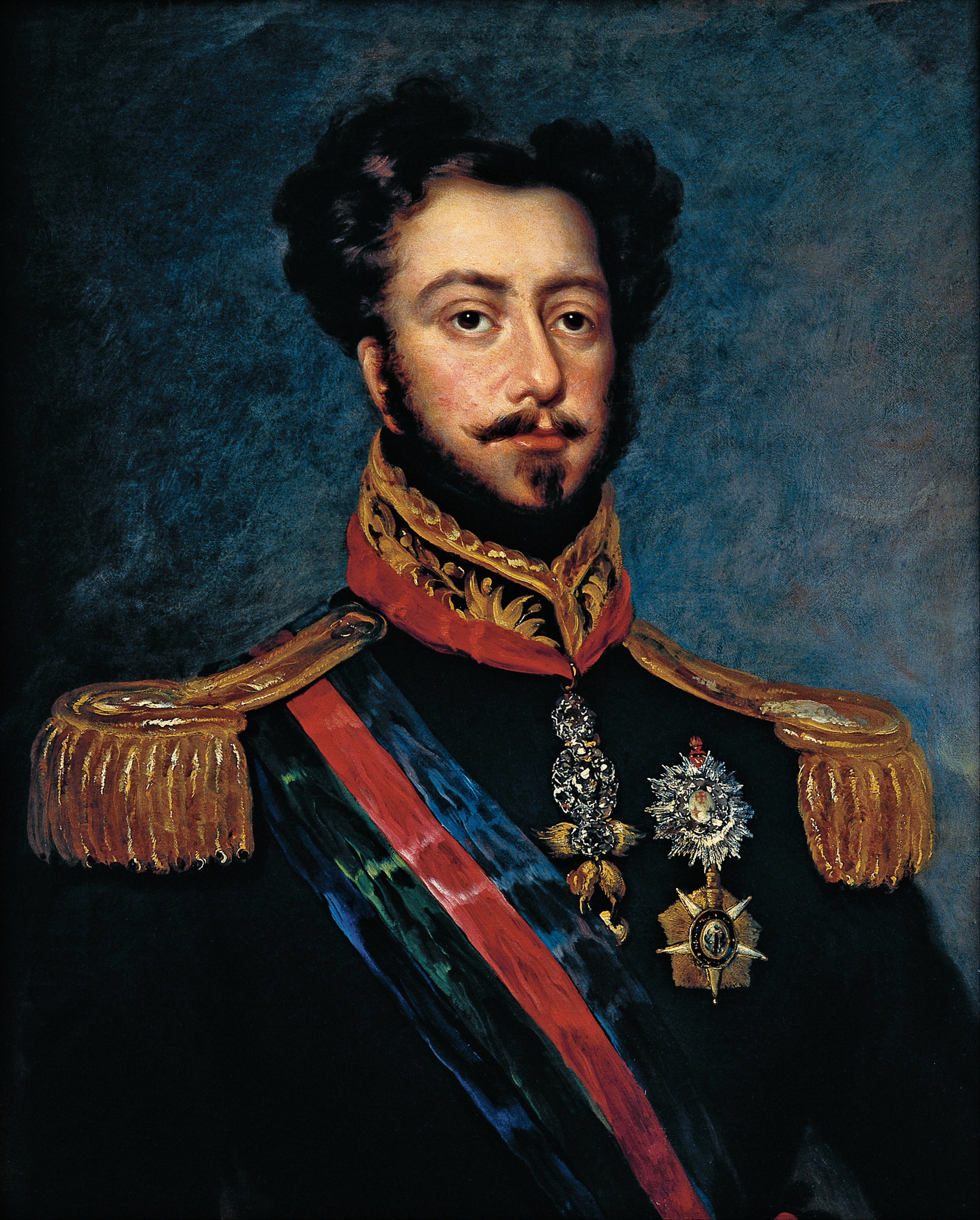
D. Pedro IV de Portugal.

Os defensores do partido legitimista, dos latifundiários e da Igreja Católica, no entanto, não ficaram satisfeitos com este compromisso e continuaram a ver D. Miguel como o legítimo sucessor ao trono, baseando-se no argumento de que ele era um príncipe português que havia decidido voltar para Portugal, enquanto D. Pedro fora um príncipe que havia decidido tornar uma ex-colônia independente e se tornado o imperador brasileiro. Tendo sido um governante estrangeiro que havia declarado guerra a Portugal, D. Pedro e os seus descendentes teriam alegadamente perdido o direito à Coroa. Alarmados com as reformas liberais iniciadas em Espanha pelos revolucionários franceses, participaram da restauração do reinado tradicionalista de Fernando VII de Espanha (1823), que erradicou todas as inovações políticas napoleónicas.
Em fevereiro de 1828, D. Miguel regressou a Portugal para jurar a Constituição e exercer a regência. Imediatamente foi nomeado rei pelos portugueses e os seus seguidores mais próximos pressionaram-no a voltar a reinar baseado nas cortes, no regionalismo e no municipalismo. Um mês depois de sua chegada dissolveu a Câmara dos Deputados e a Câmara dos Pares. Em maio, convocou as cortes tradicionais, com a nobreza, o clero, e os homens livres, para proclamar o seu acesso ao poder tradicional. As cortes de 1828 cumpriram a vontade de D. Miguel, coroando-o como Miguel I de Portugal e anulando a Constituição.

## A Guerra Civil

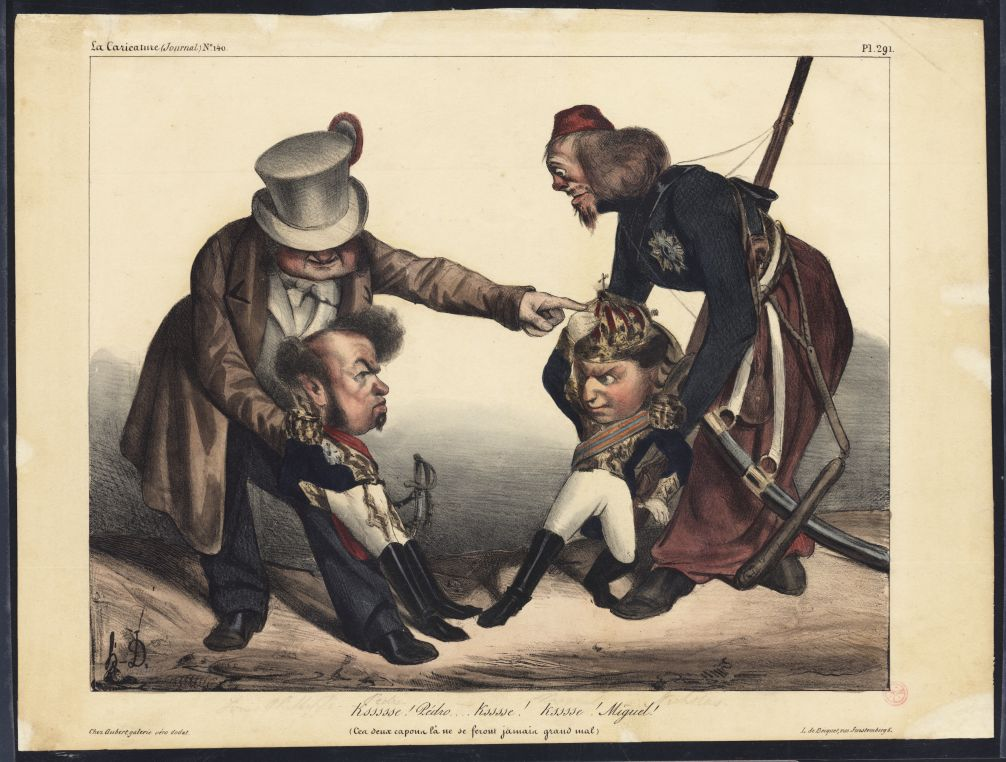
Caricatura representando D. Pedro IV e D. Miguel disputando a coroa portuguesa, por Honoré Daumier, 1833.

De início o partido miguelista levou a melhor e a causa pedrista parecia perdida. D. Miguel procurou obter reconhecimento internacional, mas foi apenas reconhecido como rei pelos Estados Unidos e pelo Vaticano. As monarquias europeias mantiveram-se em silêncio. Portugal estava vivendo uma crise financeira estarrecedora, graças aos vários conflitos internos e externos, com o desmembramento do Império Português, da Guerra Peninsular, que tinha levado a corte para longe, assim como uma apropriação cada vez maior das rotas comerciais pelos estrangeiros. Não conformado com essa situação que lhe era imposta, incapaz de lidar com os problemas do Brasil e de Portugal ao mesmo tempo, no dia 7 de abril de 1831, o Imperador Pedro I foi forçado a abdicar da coroa do Brasil para o filho Pedro II e viajou para Portugal para defender o alegado direito ao trono português por parte de sua filha e lutar contra seu irmão absolutista. Em 1831, Pedro desembarca as suas tropas nos Açores e toma diversas ilhas, estabelecendo o arquipélago como base de operações.
Conquistada a fortíssima posição militar e naval de Angra, nos Açores, por essa armada, D. Pedro partirá depois daí, mais tarde, para invadir o continente português, o que ocorrerá a norte do Porto, na Praia dos Ladrões, depois rebaptizada como Praia da Memória, que ficou conhecido como Desembarque do Mindelo (8 de Julho de 1832), onde actualmente se encontra o grande monumento aos mortos da Guerra Civil, em forma de obelisco colocado junto ao mar onde foi efetuado o desembarque. As tropas pernoitaram em Pedras Rubras, um lugar da freguesia de Moreira, concelho da Maia. O local onde as tropas passaram as noites é hoje em dia ocupado pela feira de Pedras Rubras.
Seguidamente, as forças pedristas desembarcadas entrincheiraram-se dentro dos muros da Cidade Invicta, dando os miguelistas início ao duro e prolongado Cerco do Porto. Finalmente, conseguindo furar o bloqueio naval da barra do rio Douro, uma frota liberal fez-se ao mar e seguiu até ao Algarve, onde desembarcou uma divisão do seu Exército, que avançou para Lisboa rapidamente, protegido pela esquadra inglesa. Lisboa foi entregue ao comandante-chefe liberal, marechal António José Severim de Noronha, 1.º Duque da Terceira, sem combate nem resistência, por Nuno Caetano Álvares Pereira de Melo, 6.º Duque de Cadaval, antigo primeiro-ministro do rei D. Miguel, em 24 de Julho de 1833.

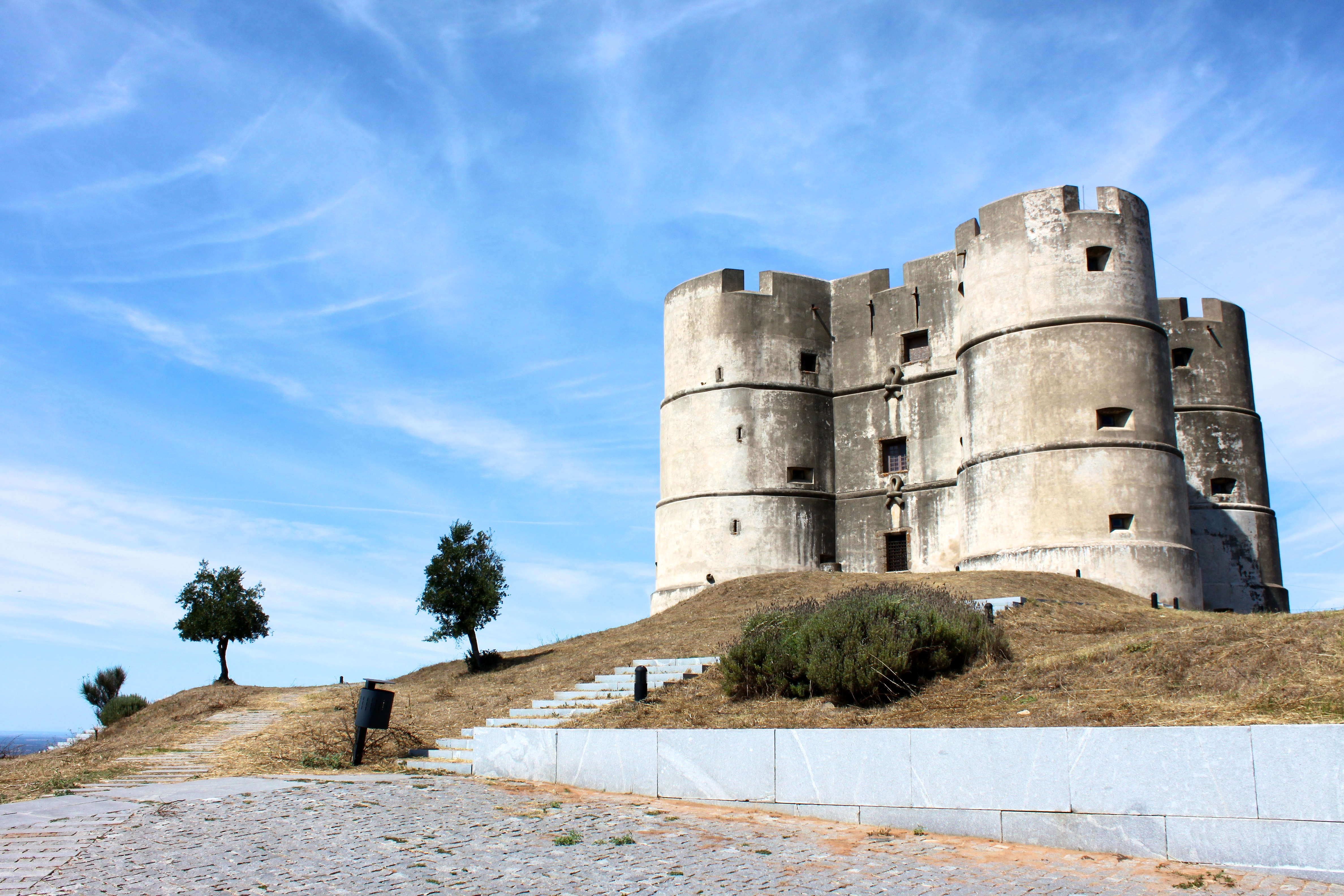
Evoramonte, a localidade onde foi assinada a Convenção que pôs termo às Guerras Liberais.

Levantado o Cerco do Porto graças à queda da capital nas mãos dos pedristas, a guerra continuou, no entanto, a marchas forçadas e dolorosas, em Coimbra, Leiria e pelo Ribatejo fora. D. Miguel estabelece então a sua corte em Santarém, onde entretanto morre de peste a infanta D. Maria da Assunção de Bragança, irmã dos dois príncipes inimigos.
Em 24 de Abril de 1834, pelo Tratado de Londres, a Quádrupla Aliança decide-se pela intervenção militar contra as forças do rei D. Miguel.
Enquanto o almirante inglês Charles Napier desembarcou tropas na Figueira da Foz, avançando por Leiria, Ourém e Torres Novas, o general espanhol José Ramón Rodil y Campillo entrou em Portugal através da Beira e Alto Alentejo com uma expedição de 15 mil homens. Vai dar-se a definitiva batalha da Asseiceira, ganha pelos pedristas, finda a qual o que restava do exército miguelista se retirou para o Alentejo. A paz assinada na Convenção de Evoramonte determinou o regresso da rainha D. Maria II à coroa e o exílio do então já ex-infante D. Miguel para a Alemanha.
Mais adiante, é dado agradecimento público ao político espanhol e maçom Juan Álvarez Mendizábal pelo seu empréstimo, em dinheiro, que possibilitou fazer estas intervenções armadas pelo lado liberal.

## Protesto e Declaração de Génova

Bandeira Nacional usada pelos Miguelistas.

Bandeira Nacional usada pelos Liberais.

Ao desembarcar em Génova, em 20 de Junho, D. Miguel protestou formalmente à face da Europa contra a violência da Quádrupla Aliança, num documento que ficou conhecido como o "Protesto e Declaração de Génova", ponto de partida para a luta legitimista que virá a durar até 1932. Nesse documento, D. Miguel declarava "como nula e de nenhum valor" a capitulação a que, sob coacção, fora forçado em Évora-Monte. Apesar de vencido militarmente, D. Miguel não abdicava da sua legitimidade como rei de Portugal. Muitos miguelistas não depuseram as armas, tendo alguns passado a Espanha, em auxílio dos Carlistas, enquanto outros se dedicavam a actos de guerrilha contra o Governo em território nacional (destacando-se, neste contexto, a figura do Remexido, no Algarve).
D. Maria da Glória, a princesa do Grão-Pará, que entretanto se encontrava ao abrigo da corte de Londres, junto a sua prima, a rainha Vitória, pode finalmente chegar a Portugal, nesse ano de 1834, e, estando o vencedor da guerra, D. Pedro, tuberculoso e com pouca esperança de vida, houve que emancipar rapidamente a jovem princesa, de 15 anos de idade, jurando finalmente a Carta Constitucional, e subindo enfim ao trono de Portugal, pela declaração da sua maioridade em Cortes, e cessação da regência que em seu nome o pai exercia. Por ter libertado Portugal do reinado de seu irmão Miguel, Dom Pedro IV foi aclamado como herói pelos apoiantes da causa liberal.

## Batalhas
- Combate do Pico do Seleiro, ilha Terceira (4 de outubro de 1828)
- Batalha da Praia da Vitória, ilha Terceira (11 de agosto de 1829)
- Recontro da Ladeira do Gato, ilha de São Jorge (abril de 1831)
- Combate da Ladeira da Velha, ilha de São Miguel (3 de agosto de 1831)
- Cerco do Porto (julho 1832 – agosto 1833)
- Batalha da Ponte Ferreira, freguesia de Campo, concelho de Valongo (23 de julho de 1832)
- Batalha da Ria de Vigo (11 de outubro de 1832)
- Batalha do Cabo de São Vicente (5 de julho de 1833)
- Batalha da Cova da Piedade (23 de julho de 1833)
- Batalha de Alcácer do Sal (2 de novembro de 1833)
- Batalha de Pernes (30 de janeiro de 1834)
- Batalha de Almoster (18 de fevereiro de 1834)
- Batalha de Santo Tirso (26 de março de 1834)
- Batalha de Sant’Ana (24 de abril de 1834)
- Batalha de Asseiceira (16 de maio de 1834)
- Combates da Formiga, cidade de Ermesinde, concelho de Valongo (data desconhecida, embora seja provável ter acontecido poucos dias antes da Batalha da Ponte Ferreira ou até no mesmo dia)

## Representações na cultura
- Em Viagens na minha terra, Almeida Garrett narra a história de duas personagens envolvidas no meio deste conflito, no episódio da chamada "história da menina dos rouxinóis", ou Joaninha, uma típica heroína romântica que está apaixonada por seu primo Carlos um dos soldados da marcha liberal (pedrista) da época.
- O faccionismo da Guerra Civil Portuguesa também é um dos pontos de partida do romance A Brasileira de Prazins, de Camilo Castelo Branco.
- A continuação das guerrilhas entre liberais e miguelistas após Évora-Monte foi representada na série de televisão Alentejo Sem Lei.
- A obra Mário, de Silva Gayo, é um dos romances de referência descritiva deste conflito.